# سیارک ۶۹۷۹
سیارک ۶۹۷۹ (به انگلیسی: 6979 Shigefumi، نامگذاری:1993RH) شش هزار و نهصد و هفتاد و نهمین سیارک کشف شده‌است که در ۱۲ سپتامبر ۱۹۹۳ کشف شد.
قدر مطلق سیارک برابر ۱۲٫۴۰ است.